# Lago Eridania
O Lago Eridania é um hipotético lago antigo que teria existido em Marte, com uma superfície de aproximadamente 1.1 milhão de quilômetros quadrados. Está localizado no início do canal que flui de Ma'adim Vallis. Com a secagem do Lago Eridania no período Noachian tardio, o reservatório deu lugar a uma série de lagos menores.